# Juillet 1938
Cette page présente les faits marquants du mois de juillet 1938.

## Événements
- Les franquistes continuent leur poussée dans l'Aragon, reprennent Teruel et entrent à Castellón de la Plana, divisant en deux la zone républicaine.
- Publication du premier numéro du « journal de la femme moderne », la revue parisienne « Marie Claire ».
- Déclaration de Copenhague      (neutralité du Benelux, de la Scandinavie et des Pays baltes).
- 1er juillet, Canada : création du parc de la Gatineau.
- 3 juillet : 
  - En Grande-Bretagne, la locomotive à vapeur Pacific 4468 Mallard établit le record du monde de vitesse ferroviaire en traction vapeur à 202,7 km/h.
  - Grand Prix automobile de France.
- 6 juillet : Congo belge, naissance du compositeur-chanteur-musicien Franco Luambo.
- 6 au 12 juillet : série d'attentats meurtriers en Palestine entre Juifs et Musulmans.
- 10 juillet : un équipage américain comprenant notamment Howard Hughes améliore le record de traversée de l'Atlantique Nord en 16 heures et 31 minutes sur un Lockheed L-14.
- 11 juillet : 
  - Début de la série radiophonique américaine « Mercury Theater on the Air », mettant en vedette Orson Welles.
  - France :  loi sur l'organisation générale de la nation en temps de guerre.
- 14 juillet : Howard Hughes boucle le tour du monde en avion avec escale en 3 jours 19 heures et 14 minutes.

- 16 juillet : 
  - Echec de la conférence internationale sur les réfugiés. Les États refusent de faciliter l’immigration des Juifs d’Allemagne.
  - Le général Ludwig Beck demande au commandant en chef de l’armée de terre Walther von Brauchitsch de tenter de dissuader Hitler d’attaquer la Tchécoslovaquie.

- 18 juillet : l’Allemagne avertit la Grande-Bretagne qu’elle est décidée à en finir avec la question des Sudètes.

- 19 juillet : premier jour de la visite de quatre jours à Paris du roi d'Angleterre George VI et de son épouse Élisabeth. Cette visite, prévue pour le 19 juin, dut être reportée en raison du décès cinq jours avant de la Comtesse de Strathmore, mère d'Élisabeth[1].

- 21 juillet : traité de Buenos Aires. Fin de la guerre du Chaco. La Bolivie perd la plaine du Chaco mais garde un accès à la rivière Paraguay.

- 24 juillet : 
  - dernière grande offensive républicaine avec la bataille de l'Èbre qui se termine le 16 novembre par une défaite républicaine et 70 000 victimes.
  - Grand Prix automobile d'Allemagne.

- 26 juillet : premier vol du Potez 662.

- 28 juillet (Brésil) : mort du cangaceiros (bandit) Virgulino Ferreira da Silva, dit Lampião.

- 29 juillet - 11 août : bataille du lac Khassan, indécise et meurtrière. À partir de l’été, de violents combats éclatent entre Soviétiques et Japonais en Sibérie orientale, puis en Mongolie.

- 30 juillet - 6 aout : le 30e congrès mondial d’espéranto a lieu à Londres.

- 31 juillet :

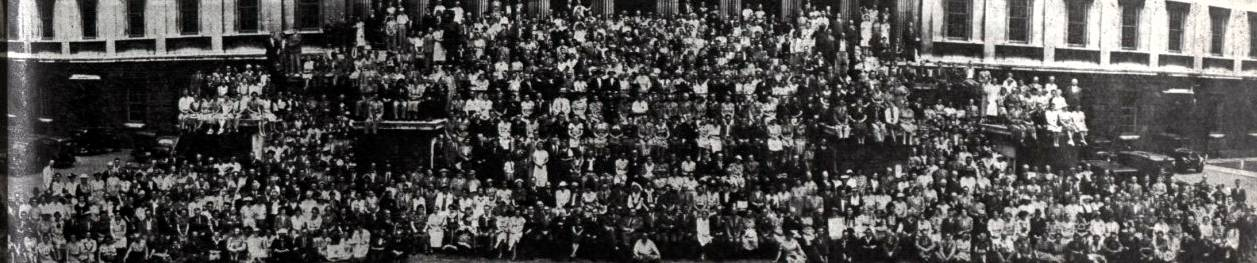
30e congrès mondial d'espéranto

  - L'Italien Gino Bartali remporte le 32e Tour de France cycliste.
  - La Bulgarie signe un pacte de non-agression avec la Grèce et d'autres puissances de l'Empire britannique.

## Naissances
- 1er juillet : Jacques Poli, peintre français († 12 avril 2002).
- 3 juillet : Bolo Yeung, acteur chinois.
- 7 juillet : Jan Assmann, égyptologue allemand († 19 février 2024).
- 8 juillet : Andreï Miagkov, acteur russe († 18 février 2021).
- 10 juillet : Lee Morgan, trompettiste de jazz américain († 19 février 1972).
- 13 juillet : Myroslav Skoryk, compositeur ukrainien († 1er juin 2020).
- 18 juillet :
  - « El Viti » (Santiago Martín Sánchez), matador espagnol.
  - Paul Verhoeven, réalisateur néerlandais.
- 19 juillet : Frankie Jordan, chanteur de rock'n roll français († 3 juin 2025).
- 20 juillet : 
  - Diana Rigg, actrice britannique († 10 septembre 2020).
  - Natalie Wood, actrice américaine († 29 novembre 1981).
- 21 juillet : Marjolijn Greeve, cavalière néerlandais de dressage († 5 novembre 2023).
- 24 juillet : Eugene James Martin, peintre américain († 1er janvier 2005).
- 27 juillet :
  - Isabelle Aubret, chanteuse française.
  - Pierre Christin, scénariste de bande dessinée français († 3 octobre 2024).
  - Gary Gygax, créateur de jeu de rôle († 4 mars 2008).
  - Michel Tureau, acteur et scénariste français.
- 28 juillet : 
  - Curro Girón, matador venuezuélien († 28 janvier 1988).
  - Saïd Ben Mustapha, homme politique et diplomate tunisien († 12 novembre 2024).
- 29 juillet : 
  - Bernard Tiphaine, acteur français spécialisé dans le doublage, il a notamment doublé Chuck Norris († 19 octobre 2021).
  - Peter Jennings, journaliste.
- 30 juillet : Habib Ben Yahia, homme politique tunisien.
- 31 juillet : Marion Game, comédienne française († 23 mars 2023).

## Décès
- 4 juillet : Suzanne Lenglen, championne de tennis française.
- 25 juillet : Francis Longworth Haszard, premier ministre de l'Île-du-Prince-Édouard.